# Fyllia
Fyllia (in greco Φυλλιά o Φιλιά?; in turco Serhatköy) è un villaggio di Cipro, 9 km a est di Morphou. De iure si trova nel distretto di Nicosia della repubblica di Cipro, de facto, in quello di Güzelyurt della repubblica di Cipro del Nord.
Fino al 1974, Fyllia era abitato quasi esclusivamente da greco-ciprioti. 
Nel 2011 Fyllia aveva 573 abitanti.

## Geografia fisica
Esso è situato nella valle del fiume Ovgos, nella regione geografica di Morfou/Güzelyurt, dieci chilometri a est della città di Morfou, due chilometri a est di Masari e quattro chilometri a nord-ovest di Avlona/Gayretköy.

## Origini del nome
Secondo Goodwin, ci sono molti villaggi con questo nome in Grecia. Egli suggerisce anche che Fyllia è stato tradotto variamente per significare "oliva selvatica", "amicizia", "foglie di albero della gomma", ecc.. Nel 1975 i turco-ciprioti hanno cambiato il nome in Serhatköy, che significa "villaggio di frontiera".

## Società

### Evoluzione demografica
Fino al 1974, il villaggio era quasi esclusivamente abitato da greco-ciprioti. Nel censimento ottomano del 1831, i cristiani (greco-ciprioti) costituivano gli unici abitanti del villaggio. Durante il periodo britannico la popolazione greco-cipriota del villaggio aumentò significativamente, da 180 abitanti nel 1891 a 731 nel 1960.
Nell'agosto 1974, tutti i greco-ciprioti del villaggio fuggirono dall'esercito turco che avanzava. Attualmente, come la maggior parte dei greco-ciprioti sfollati, i greco-ciprioti di Fyllia sono sparsi nel sud dell'isola, con concentrazioni nelle città. Il numero dei greco-ciprioti di Fyllia sfollati nel 1974 era di circa 1.050 (1.042 nel censimento del 1973).
Attualmente il villaggio è abitato principalmente da turco-ciprioti sfollati da Episkopi, Polemidia, Kantou nel distretto di Limassol, e Suskiou, Agios Georgios, Faliea nel distretto di Paphos. C'è anche una piccola popolazione dalla Turchia che si è stabilita nel villaggio nel 1975-77, principalmente da Adana. Il censimento turco-cipriota del 2006 ha fissato la popolazione del villaggio a 595 persone.

## Economia

### Industria
Nel 2011, la centrale fotovoltaica di Serhartköy (con 2 GWh di capacità elettrica annuale) è stata costruita con l'aiuto del Consiglio dell'Unione europea ai turco-ciprioti.